# Charles Ritchie
Charles Thomson Ritchie, 1. baron Ritchie of Dundee (ur. 19 listopada 1838 w Dundee, zm. 9 stycznia 1906 w Biarritz) – brytyjski polityk, członek Partii Konserwatywnej, minister w rządach lorda Salisbury’ego i Arthura Balfoura.
Wykształcenie odebrał w City of London School. W 1874 r. został wybrany do Izby Gmin jako reprezentant okręgu Tower Hamlets. Od 1885 r. reprezentował okręg wyborczy St George’s. W latach 1885–1886 był sekretarzem przy Admiralicji, a w latach 1886–1892 był przewodniczącym Rady Samorządu Lokalnego. Odpowiadał za uchwalenie w 1888 r. Local Government Act, który ustanawiał rady hrabstw.
Ritchie zasiadał w Izbie Gmin do 1892 r., kiedy to przegrał wybory parlamentarne w swoim okręgu. Do parlamentu powrócił w 1895 r. jako reprezentant okręgu Croydon. W 1895 r. został przewodniczącym Zarządu Handlu. W latach 1900–1902 był ministrem spraw wewnętrznych. Następnie został kanclerzem skarbu. Stanowisko to utracił we wrześniu 1903 r. w wyniku sporu o kształt polityki gospodarczej Wielkiej Brytanii.
W 1905 r. otrzymał tytuł 1. barona Ritchie of Dundee i zasiadł w Izbie Lordów. Zmarł już w styczniu 1906 r. Tytuł barona odziedziczył jego syn, Charles.